# Airsoft
L'airsoft (de l'anglès, air, aire i soft, suau, aire suau) és un esport o hobby en el qual se simulen enfrontaments armats, utilitzant rèpliques d'armes reals d'ús vigent en la majoria d'exèrcits i cossos policials del món. Aquestes rèpliques solen ser d'escala 1:1 i estan fetes de plàstic o metall. A més els jugadors porten roba de camuflatge, fet que converteix l'airsoft en un esport sovint més realista que el seu competidor directe, el "paintball".

## Història
L'airsoft nasqué a la dècada dels 70 als EUA, que volien simular representacions de batalles armades. La primera rèplica va ser una joguina anomenada "Shooting Shell". Anys després al Japó, país on les lleis que afecten el control de les armes de foc són molt severes, de manera que la possessió d'armes de foc és extremadament difícil, juntament amb la necessitat per part dels aficionats a les simulacions bèl·liques i als jocs de guerra, aconseguiren que alguns empresaris comencessin a dissenyar rèpliques perfectes d'armes reals, les quals disparaven amb petits impulsos d'aire boles de PVC de 6 mm.

## Rols en una partida d'Airsoft
L'airsoft es pot considerar un esport de rol, ja que cada jugador representarà un soldat, amb totes les seves característiques, segons la seva funció en el camp de joc. Els rols més importants són:
- Assalt: Se situen al capdavant de l'equip o del seu grup. Aquest tipus de rol es caracteritza per l'habilitat en la curta i mitjana distància. Normalment aquest és el rol que més jugadors adpoten per la seva flexibilitat de rèpliques, materials i versatilitat en el terreny de joc.
- Metge: Normalment jugadors de tipus assalt que en partides específiques poden curar altres jugadors.
- Tirador selecte: Aquests jugadors utilitzen fusells d'assalt o rifles semiautomàics equipats amb mires telescòpiques. Donen suport a les tropes d'assalt a mitja i llarga distància, tenen gran precisió.
- Franctirador: Situats a la rereguarda del grup duen rifles de franctirador que tenen molta potència i també duen pistoles per a la curta distància. Van camuflats amb ghillies o altres vestits mimètics.
- Suport: Porten metralladores lleugeres i treballen juntament amb els jugadors d'assalt. Utilitzen grans ràfegues de boles per mantenir a ratlla als jugadors de l'equip contrari.

## La importància de l'honor al joc
Una de les bases de l'airsoft és l'honradesa del jugador. Al paintball, les boles de pintura marquen els jugadors que han sigut impactats, però a l'airsoft el jugador ha de ser honrat i cridar "mort" o "eliminat" quan és impactat per una bola de 6mm. És per això que si un jugador mai "canta" els seus impactes, és rebutjat per la resta de jugadors i doncs, no se'l sol invitar a més partides, o tindrà més difícil entrar en un grup organitzat. Aquests jugadors s'anomenen immortals.

## Material de joc
Actualment les rèpliques poden funcionar amb un motor elèctric (anomenades AEG per les seves sigles en anglès), gas o bé amb molla. Cada sistema té els seus avantatges i inconvenients. Les rèpliques disparen projectils esfèrics de 6 mm (algunes marques i models utilitzen boles de 8 mm) de diàmetre a velocitats entre 55 m/s i 150 m/s i d'entre 0,12 g i 0,43 g amb una cadència de tir i abast variable segons la rèplica.
La protecció ocular (sovint de plàstic homologat o de metall amb reixeta) és obligatòria en les partides d'airsoft i mai no s'ha de treure durant el transcurs de la partida per cap motiu. També es recomana fer servir una màscara protectora per la part inferior de la cara, o bé utilitzar una màscara que cobreixi ulls i cara alhora, ja que les lesions dentals són habituals en els jugadors que no la duen. Hi ha altres proteccions que permeten que es pugui gaudir de l'acció sense haver de córrer cap risc per a la integritat física: genolleres, taps per les oïdes, armilles, etc.
Per precaució sempre es deixa un petit terreny que funciona com a zona desmilitaritzada per poder preparar equipament, refrescar-se o fer qualsevol cosa aliena a la partida.
A més, en camps de mida mitjana o gran, les unitats militars o equips sovint es coordinen utilitzant ràdios o intercomunicadors per comunicar-se entre si.
La particularitat de l'airsoft és que, en ser un joc de rol, el material que pot portar un jugador depèn del rol que vulgui adoptar, i els diners que estigui disposat a invertir: granades de so, granades de fum, bengales, mires telescòpiques, armilles, carregadors, motxilles, ganivets (de plàstic), etc.
Actualment l'airsoft està en procés d'expansió arreu del món.

## Distància de seguretat
Com hi ha molt tipus de rèpliques i de potències (normalment es calcula en fps, o peus per segon), la distància de seguretat varia.
- Pistoles: (330 fps) 5 metres de distància mínima.
- Escopeta: (350 fps) 5 metres de distància mínima.
- Subfusell i fusell: (350 fps) 5 metres de distància mínima.
- Metralladora de suport: (400 fps) 20 metres distància mínima.
- Franctirador semiautomàtic: (450 fps) 25 metres de distància mínima.

- Franctirador forrellat: (550 fps) 30 metres de distància mínima.

Així i tot, en les partides d'airsoft hi sol haver àrbitres que patrullen el camp de joc vigilant que es respectin les distàncies de seguretat, vigilant que no hi hagi immortals i que se segueixin les normes de la partida.

## Situació legal
En l'àmbit de l'Estat Espanyol, a diferència d'altres països (Portugal, EUA, etc.) l'airsoft no està regulat legalment (és una llacuna legal); per tant no hi ha una normativa legal específica que permeti o prohibeixi la pràctica d'aquest esport. Malgrat això, arreu de l'Estat els grups de jugadors han tingut tendència a agrupar-se en associacions per tal de resoldre obstacles com són les assegurances de responsabilitat civil per danys. Actualment s'està tirant endavant el projecte de fundar una federació esportiva d'abast estatal.